# 気象学
気象学（、英: meteorology）は、地球の大気で起こる諸現象（気象）や個々の流体現象を研究する学問。自然科学あるいは地球科学の一分野。

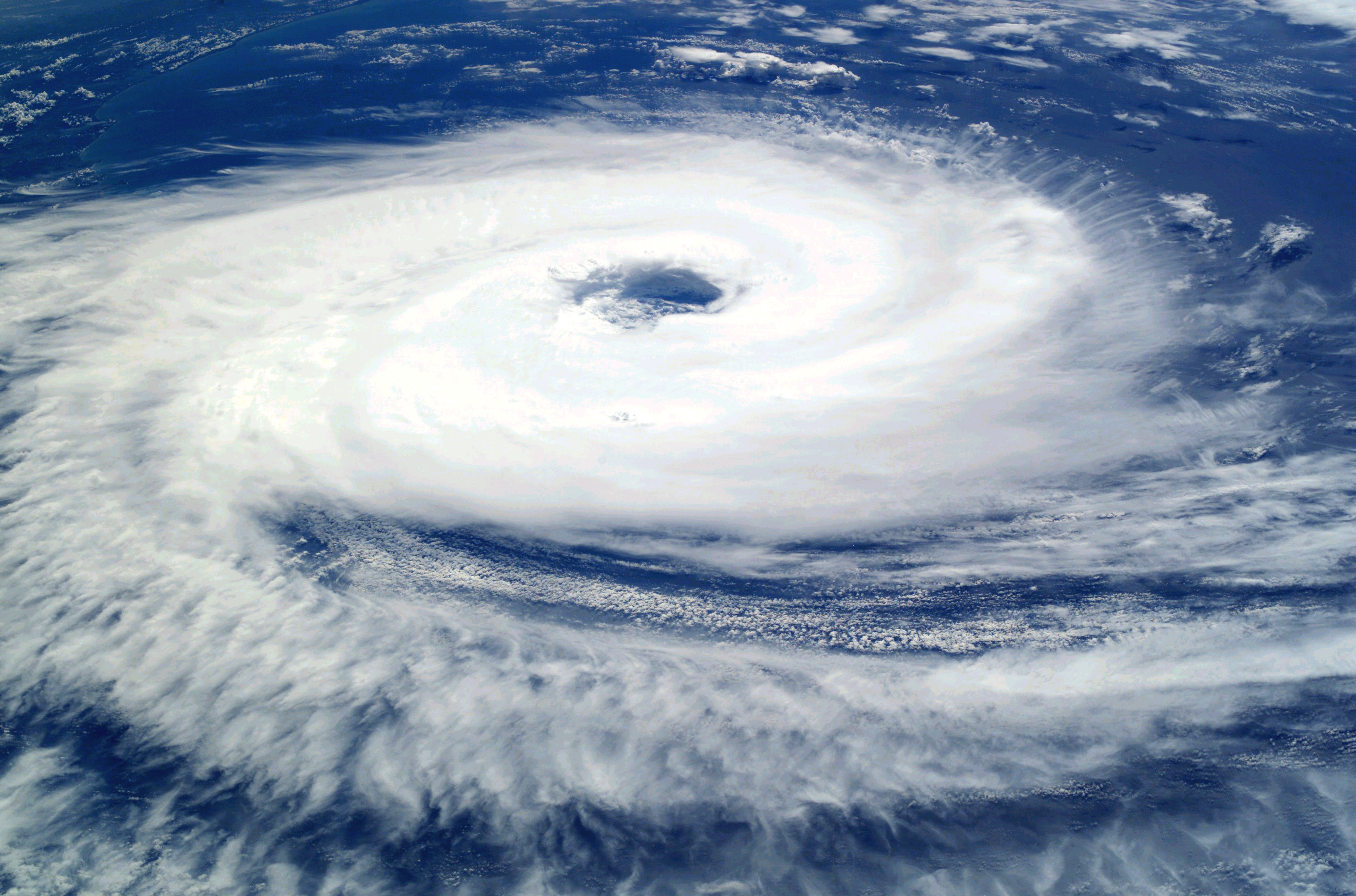
宇宙からの気象観測（国際宇宙ステーションよりサイクロンを撮影）

気象を長期的な傾向から、あるいは地理学的観点から研究する気候学は、気象学の一分野とされる場合もあるが、並列する学問とされる場合もある。現代では気象学と気候学をまとめて大気科学（英: atmospheric science）と呼ぶこともある。
なお、天気予報（気象予報）は、将来の大気の状態の予測という実用に特化した分野である。

## 気象学の歴史

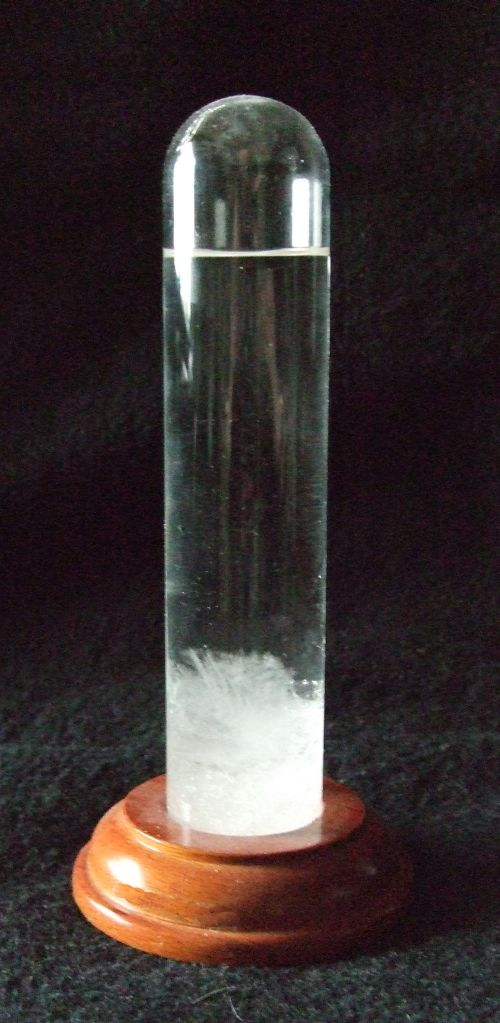
19世紀にヨーロッパで天気の予測に用いられたストームグラス

気象は生活との関わりが深い現象であり、気象の研究は古代文明より行われてきた。よく知られているものとして、古代ギリシャのアリストテレスの著書『気象論』Meteorologica がある。この中で気象や彗星・流星などを研究する学問をMeteorologicaとしており、四大元素説に基づいて天候の仕組みを論じている。古代中国でも、『淮南子』において陰陽説に基づく雷の原理が論じられている。古代インドでは、ヴァラーハミヒラらが気象の条件を論じた。しかし、この頃の気象の予測の根拠は経験則などを基にした観天望気であり、科学的な観測はまだほとんど行われなかった。中世に入ってから、主にイスラム圏の科学者によって科学的な推論が行われた。
17世紀にはトリチェリが制作した気圧計によって気圧変化と天候の変化の関連性が発見され、ガリレオ・ガリレイが発明したとされる温度計もこの頃改良され実用化した。このような測定器の発明によって科学的な気象観測が始まり、近代気象学も発達し始める。エドモンド・ハレーは1686年、航海記録から風の地図を作成して貿易風と季節風にあたる風を発見した。ジョージ・ハドレーは1735年に、貿易風は熱帯が太陽の熱を多く受けることと地球の自転の力によって生じるとの説を発表し、これが後のハドレー循環の発見につながる。
19世紀には科学的な天気予報が成立する。1820年にハインリッヒ・ウィルヘルム・ブランデスが初めて天気図を作り気圧配置と天気の関係を明らかにした。1837年に実用化された電信によって、気象観測データを瞬時に集めることが技術的に可能になる。ただこれはなかなか実現せず、1845年に初めてジョセフ・ヘンリーの主導でスミソニアン協会が運営するアメリカの気象観測網ができた。1854年にはイギリス商務省の中にロバート・フィッツロイを長とする海の気象観測を担当する組織が発足し、同年にイギリス気象庁として分立される（世界初の国家気象機関）。1860年には、タイムズ紙面上に毎日の天気予報が掲載され、暴風が予想されるときは港に警報を出して出港を制限するようになった。1863年には、ユルバン・ルヴェリエがパリ天文台においてヨーロッパの毎日の天気図の発行を始め、彼の進言によって天気図を用いた天気予報（現在で言う総観スケールの予報）が検討され始める。その後インド気象局（1875年）、フィンランド気象研究所（1881年）、気象庁（1883年）、アメリカ国立気象局（1890年）、オーストラリア気象局（1904年）など各国で気象機関が設立される。
この頃にも気象学は発展を続けていく。1835年ガスパール＝ギュスターヴ・コリオリは回転座標系における回転体の運動方程式、つまり自転している地球上での風の運動を記述する方程式を発表する。19世紀後半には、気圧傾度力とコリオリの力によって風が等圧線に沿って吹くことが理論的に証明される。1920年頃には、ヴィルヘルム・ビヤークネスらの研究グループによってノルウェー学派モデルが提唱され、寒帯前線と絡めた気団論、温帯低気圧や前線の発達過程が初めて示された。また同研究グループのロスビーは後に大気波の一種であるロスビー波を発見するなど流体力学で業績を残し、トール・ベルシェロンは1933年に雨の発生原理のひとつである「氷晶説（現在の「冷たい雨」の原理）」を発表するなどしている。
この頃、地上や海上で行われていた気象観測が上空にも拡大し始める。気球やロケットなどで上空の大気現象を観測し研究する高層気象学は、高層観測が主流でなかった20世紀初頭までは独立した分野を確立していた。しかし、一般化してからはその意義を失い一般的な気象学と融合していった。
1922年、ルイス・フライ・リチャードソンは著書の中で数学的に天候の変化をすることは可能だと述べ、実際に計算を行ったが膨大な量と精度の問題から実用には程遠いものであった。1949年にチャーニーは数値予報に初めて成功し、1950年代にはコンピュータによって単純なモデルで大気の物理現象を計算することが可能となり、様々なシミュレーションが試みられるようになった。その中でエドワード・ローレンツは計算結果のカオス的振る舞い（バタフライ効果）を発見し、後のアンサンブル予報と呼ばれる不確実性を少なくする予報手法へとつながっていく。1955年にアメリカ国立気象局、1959年に気象庁が数値予報を導入したが、スピードや精度はまだ低かった。これ以降もコンピュータの発達によって計算量・スピードは改善していった。

### 日本の気象学の歴史

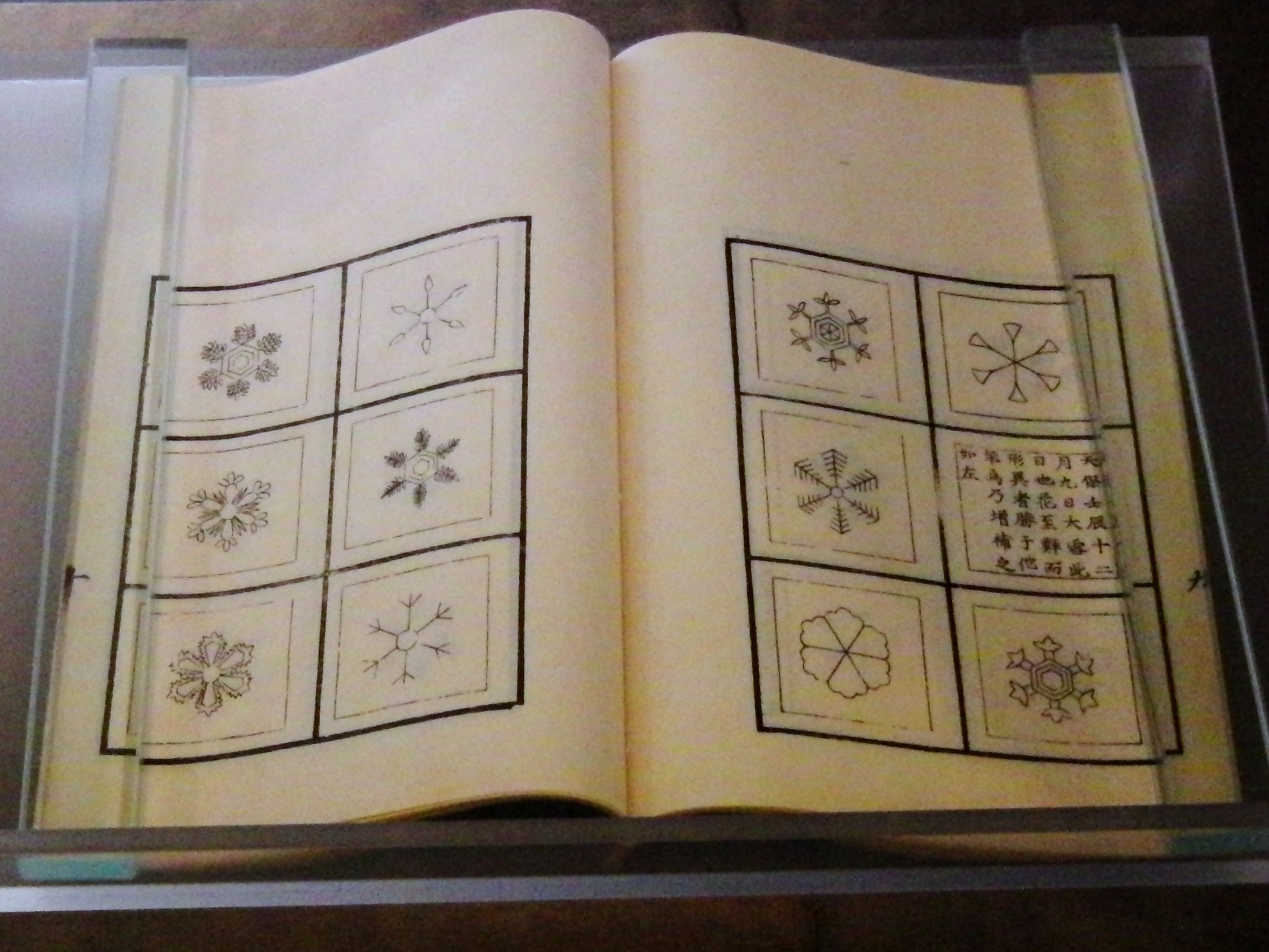
『雪華図説』。土井利位著、1832（天保3）年刊。国立科学博物館の展示。

日本には自然観察に基づく経験則によって生み出された農事暦などは存在したが、体系的な気象学が入ってくるのは、江戸時代後期以後である。とはいえ、全くそれ以前に気象学が無かったわけではなく、西洋の気象学は部分的ながら戦国時代に宣教師を通じて流入していた。山鹿素行は風が地表を移動する空気の流れである事には気づいていた。これは西洋で気象学が盛んになる前の発見であったが、彼の関心は軍学の一環としての物であり、独自の学問としては発達しなかった。蘭学の流入以後、わずかながら気象の動きに興味を抱く人も出てきて、柳沢信鴻や司馬江漢のように気象の状況について詳細な記録を残す人も登場した。土井利位が自ら顕微鏡で観察した雪についての研究書である『雪華図説』はよく知られている。
天保年間以後江戸幕府天文方で気象観測が行われるようになり、安政4年には伊藤慎蔵によって本格的な気象書の翻訳である『颶風新話』が刊行された。なお、meteorologyを「気象学」と訳した最初の文献は明治6年の『英和字彙』である。2年後、東京気象台が設置され、明治17年には天気予報が開始、明治20年には中央気象台が発足されるとともに気象台測候所条例が制定され、日本の気象学が本格的に勃興することになる。
ヨーロッパ、アメリカなどの先進国の気象学と日本の気象学は、異なる発達過程を経てきている。これは地理的に離れていることで学者の交流が少ないことに加えて、台風や梅雨、日本海側の大雪などの独特の気象によって研究対象が違ったことが要因である。

## 現在の気象学・気象業務

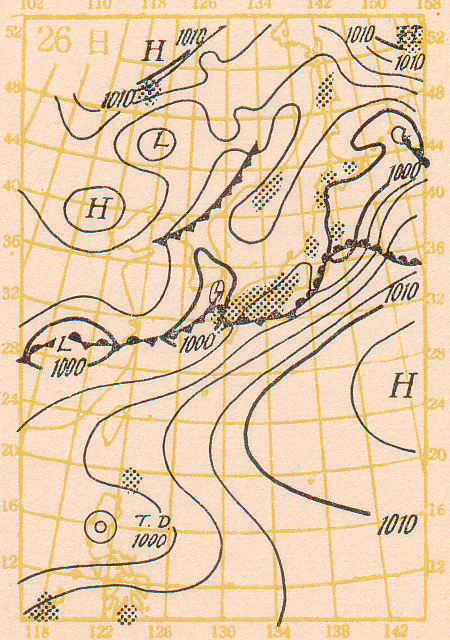
日本の気象庁が気象予報のために作成した天気図、1953年6月23日。

現代気象学の基礎は地道な観測によって作られた。19世紀中盤に計器による定点気象観測が始まって以来、1世紀以上の間人の手による観測が続けられていたが、20世紀後半に自動観測（テレメータによる測定）が普及して観測が容易になった。海洋では気象観測船が海洋気象ブイに取って代わり、上空ではまず気象レーダー、その後1970年代・1980年代から気象衛星によって雲や降水のリアルタイム観測が可能となり、現在の気象予報に不可欠なものとして活用されている。
こうした観測技術の発達による既知の現象の解明や新たな発見によって、気象学は現在も発達し続けており、様々な分野が生まれてきている。特に、熱帯低気圧や竜巻、寒波、熱波、旱魃などの災害をもたらすような気象や、エルニーニョ・南方振動(ENSO)などの気候パターンに対しては関心が高く、活発な研究が行われている。また、オゾンホール、大気汚染や気候変動（地球温暖化）などの地球環境問題も気象学に関係が深く、多くの気象学者が研究に携わっている。
一方で、気象を扱う業務（気象業務）のうち天気予報などは日常の一部となっていて、研究機関のみが扱うのではなく民間でも行うことができ（アメリカ、日本など）、各国でその形態は異なるものの、気象産業と呼ばれるものが出現している。また、開発途上で今後の普及が予想されるスマートグリッドや再生可能エネルギー導入・省エネルギーに関して、発電量予測や需要予測などに関わる気象予報のニーズは高いと見込まれている。
気象学の研究の中では、人工降雨などの気象制御の試みも行われてきた。究極的には、気象を制御して災害を低減することが考えられるが、技術的な問題から大規模な実用化はされていない。また、倫理的な問題や、果たして複雑な気象システムを制御できるのかという問題も横たわっている。

## 気象学者・気象業務関係者
気象に関わる人物は、気象を研究する気象学者と、気象予報の業務に携わる者の2種に大きく分けられる。
気象学者は主に大学や大学院などの地球科学関連の領域で研究を行っているほか、国など公的な気象機関で研究を行う例もある。参考として、日本気象学会の会員は2012年3月末時点で約3,700名である。
予報業務に関しては、日本では1993年に創設された国家資格である気象予報士が行うのが一般的であり、予報業務を行う民間事業者は必ず気象予報士を置くことが、気象業務法で義務付けられている。また、テレビ放送などでは「お天気キャスター」と呼ばれるリポーターが天気を伝えることがある。

## スケールごとの気象学
気象現象は、空間的な規模（スケール）によって現象を支配する物理法則や環境が少しずつ異なっている。また、それぞれの現象のスケールの大小は、継続時間の長短とも対応している。こうしたことから、気象学もスケール毎に分化している。
- 総観気象学 - 温帯低気圧、気象などの1,000 - 10,000km程度の総観スケールの現象を扱う。気象観測の結果を基に、天気図によって現象の構造を解析し予想する。
- メソ気象学 - 雷雨、積乱雲、降雨帯、海陸風などの1 - 1,000km程度のメソスケール（中規模）の現象を扱う。気象レーダーなどから現象の構造を解析し予想する。熱帯低気圧（台風）、集中豪雨、ダウンバースト、竜巻などの災害をもたらすような局地現象の多くがメソスケールであるかメソスケールの大気の状態に支配されており、これらの現象の研究が盛ん。熱帯低気圧や熱帯の雷雨を研究する分野を熱帯気象学という場合もある。
- 境界層気象学 - 地表の摩擦の影響が大きい地上から約1kmまでの大気境界層では気流が粘性流的な振る舞いをするほか、地形や建物の影響を受けた乱流などが気象に影響を与える。これらを考慮しながら大気境界層内のさまざまな現象を研究する。

## 科学分野ごとの気象学
- 大気力学（気象力学） - 大気中の様々な力学的現象を流体力学の法則に基づいて研究する。
- 大気熱力学（気象熱力学） - 熱の移動や熱による変化を起こす大気現象を熱力学的視点から研究する。
- 大気物理学（気象物理学） - 大気中の凝結・降水・放射等の物理過程を研究する。
  - 超高層大気物理学 - オーロラなど、主に熱圏以上の超高層大気で起きる物理現象を研究する。近年は太陽フレアなどが関わる宇宙天気への関心が高い。
- 気象化学 - 化学に基づいて大気現象及びその性質を研究する。
- 大気電気学（気象電気学） - 大気中に起きる様々な電気現象及び光電現象を研究する。

## 応用分野
- 水文気象学 - 蒸発、大気循環による水蒸気の移動、降雨などを通して大気を移動する水を研究する。水文学の一分野。
- 海洋気象学 - 海洋付近の大気の諸現象や、大気海洋相互作用、気象が海洋の物理現象や生物などに与える影響など研究する。また、船舶の安全な航行のための研究も含まれる。海洋学の一分野。
- 衛星気象学 - 衛星によるリモートセンシング技術を駆使して大気の諸現象を研究する。
- 航空気象学 - 航空機のより安全な運行のために大気現象を研究する。
- 農業気象学 - 農作物の管理のために大気現象を研究する。
- 生気象学 - 気象が人間や生物に与える影響を研究する。
- 微気象学 - 大気境界層における大気現象を研究する。
- エネルギー気象学 - 気象が風力や太陽光発電といった変動性電源に与える影響を研究する。

## 気象学を専攻できる日本の大学
- 気象大学校
- 北海道大学 理学部 地球惑星科学科
- 弘前大学 理工学部 地球環境学科
- 筑波大学 生命環境学群地球学類 大気科学分野(気候学・気象学)
- 東京大学 理学部 地球惑星物理学科
- 東京都立大学 都市環境学部 地理環境学科 気候学研究室
- 東京学芸大学 教育学部 理科選修／専攻
- 富山大学 都市デザイン部 地球システム科学科(旧理学部 地球科学科)
- 名古屋大学 理学部 環境学研究科 大気水圏科学科
- 三重大学 生物資源学部 共生環境学科 自然環境システム学講座 地球環境気候学研究室
- 京都大学大学院 理学研究科 地球惑星科学専攻 気象学教室
- 神戸大学大学院 海事科学研究科 海事ロジスティクス科学講座 海洋環境科学分野 海洋・気象研究室
- 兵庫県立大学 環境人間学部 環境システムコース(2019年に環境デザイン系に再編） 応用気象学研究室
- 岡山大学 理学部 地球科学科
- 高知大学 理学部 応用理学科
- 九州大学 理学部 地球惑星科学科
- 琉球大学 理学部 物質地球科学科 地学系
- 慶應義塾大学 環境情報学部・総合政策学部 気象学研究会
- 日本大学 文理学部 地球科学科
- 法政大学 文学部 地理学科 地理学教室（気候・気象学）
- 立正大学 地球環境科学部 環境システム学科 気象・水文コース
- 桜美林大学 リベラルアーツ学群 物理学専攻 大気物理学研究室
- 東海大学 海洋学部 海洋地球科学科
- 京都産業大学 理学部 宇宙物理・気象学科
- 福岡大学 理学部 地球圏科学科